# Sorges
Sorges (en occitano Sòrges) era una comuna francesa situada en el departamento de Dordoña, de la región de Nueva Aquitania, que el 1 de enero de 2016 pasó a ser una comuna delegada de la comuna nueva de Sorges-et-Ligueux-en-Périgord al fusionarse con la comuna de Ligueux.

## Demografía
| Gráfica de evolución demográfica de Sorges entre 1800 y 2013 |
|                                                              |

Los datos demográficos contemplados en este gráfico de la comuna de Sorges se han cogido de 1800 a 1999 de la página francesa EHESS/Cassini, y los demás datos de la página del INSEE.